# Oligosoma moco
Oligosoma moco — вид сцинкоподібних ящірок родини сцинкових (Scincidae). Ендемік Нової Зеландії.

## Поширення і екологія
Ophiomorus moco мешкають на північно-східному узбережжі Північного острова Нової Зеландії, а також на сусідніх острівцях. Вони живуть у відкритих чагарниках, на луках і в рідколіссях.